# Apamoeridops radiatus
Apamoeridops radiatus är en insektsart som först beskrevs av Fraser 1955.  Apamoeridops radiatus ingår i släktet Apamoeridops och familjen fjärilsländor. Inga underarter finns listade i Catalogue of Life.